# G'-ora 〜ジオラ〜
G'-ora 〜ジオラ〜（ジオラ）は、エフエム北海道（AIR-G’）で放送されていたラジオ番組。

## 概要
2002年よりエフエム北海道（AIR-G'）でDJを担当しているDJ龍太と各曜日のパートナーがMCを務める夕方ワイド番組。
当初はDJ龍太と2022年1月に同局の『真夜中にジワる』でDJデビューした暁夢がMCを務めていた。
番組名は放送開始年に開局40周年を迎えたAIR-G'の「G’」とスペイン語の「はじめまして、こんにちは」の意味を持つ「オラ」を組み合わせた造語で、AIR-G’の空気感（オーラ）を伝えていく、未完成な状況から年を重ねるごとに「ラジオ」になっていくという意味も込められている。
2022年度、北海道日本ハムファイターズが札幌ドームで試合をおこなう時は16:30から1時間にわたってDJ龍太らが担当する『FIGHTERS THE RADIO TIME.』が放送されるため、暁夢が1人で番組を担当していた。
2022年3月22日の放送ではROTTENGRAFFTYから、4月14日の放送ではaikoからサプライズメッセージが届いた。
2022年9月12日、放送100回を迎えた。

### 番組の変遷
2022年10月3日より番組開始当初から度々話題にあがっているラーメン山岡家がスポンサーについた。なお、この回では『第1回山岡家ソング替え歌選手権』をテーマに放送をおこなった。
2023年3月30日放送からはエスコンフィールドHOKKAIDO内のサテライトスタジオ「T×T F STUDIO」からの公開生放送をおこなっている。これに伴い『FIGHTERS THE RADIO TIME.』は番組のない金曜のみ放送となる。
2024年1月より、降板した暁夢に代わり、月曜・西川賢、火曜・mitsuki、水曜・mikuが新メンバーとなった。木曜はDJ龍太単独で番組を進行する。
2024年4月より月曜・miku、水曜・西川賢に変更となった。DJ龍太がAIR-G'を去ることになったため同年9月30日を以て終了。後継番組の『Pre palette』も引き続きT×T F STUDIOからの公開生放送となり、西川、mitsuki、mikuも引き続き出演。

### 番組内の用語
SNSのTwitter（X）では公式ハッシュタグ「#ジオラ」を用いて同タグに寄せられたツイートを番組内で紹介することもある。ラジオネームについては「ジオラネーム」として紹介される。番組ディレクターはワンD、ニャンD、みかどと呼ばれている。
2022年12月7日の放送で番組マスコットキャラクターのカバリアンが誕生し、以降も番組内やSNS上に登場していた。2023年度からの「F STUDIO」へのスタジオ変更以降は登場していない。
龍太が幼少期の話をするたびに、BGMで「サンサーラ」がかかる。
ポカリスエットとオロナミンCをブレンドした飲み物を「オロC」と呼んでいる。

### 番組ノベルティ
2022年5月19日の放送で番組ステッカーの完成が報告され、番組ホームページでおこなった間違い探しの正解者に第1号をプレゼントした。以降は気が向いた時にプレゼントする方針を採っている。また番組ノベルティにはTシャツ、ちゅってステッカー、ジオランキングステッカーもある。

## 公開収録
2023年7月、期間限定コーナーだった「函館競輪部」の公開収録が函館競輪場でおこなわれた。ゲストは田村響華（元けいマルガールズ・声優）、秋田麻（夕刊フジ競輪担当記者）だった。

## コーナー

### 全曜日共通コーナー
G'-ora presents ファイターズエールソング! → G'-ora presents エールソング!
2023年3月30日開始。当初は番組冒頭に新旧の北海道日本ハムファイターズ所属選手の登場曲を毎日ランダムに流すコーナーだったが、ジオラが応援したいアーティストの曲やコメントを流すようになった。このため番組本編のオープニングは16時7分頃となっている。
メッセージテーマ
16時15分頃に発表されるテーマに沿ったメッセージを募集するコーナー。番組の流れを受けて、次の日のテーマが決まったり、1週間通して関連性のあるテーマとなることがある。
ゲストコーナー
17時台前半にはアーティストゲストとのトークコーナーを実施。また、飛び入りで生出演するゲストもいる。不定期で16時15分頃に通販等のコーナーがあった。
カラオケタイム
18時15分頃から2-3曲、DJ龍太世代の懐かしい楽曲を流すコーナー。
SDD Project/Stop Drunk Driving
飲酒運転根絶を目指すメッセージを発信する。18時台終盤に実施。
エンディングのムチャぶり
番組のエンディングで暁夢、DJ龍太が締めのムチャぶりをおこなっている。
この他、交通情報も随時入る。またリクエスト曲に対応もしている。

### 曜日別コーナー
月曜日
Dig up! F VILLAGE.
2023年4月3日より開始。16時40分頃におこなうエスコンフィールドHOKKAIDOの魅力・グルメを紹介するコーナー。
GO!GO! tower eleven foodhall
2023年4月3日より開始。17時33分頃におこなうエスコンフィールドHOKKAIDO「TOWER 11(タワー・イレブン)」内にある「tower eleven foodhall by Nipponham」の店舗についてや北海道日本ハムファイターズの試合情報を紹介するコーナー。
火曜日
暁夢のトピックNeo（暁夢のトピック）→ ジオラTOPIC
当初は暁夢が、現在は龍太とmitsukiが気になった話題を取り上げる16時台後半のコーナー。2023年4月4日よりNeoがついた。
リクエスト（火曜）
17時33分以降におこなうリスナーからのリクエストソングを流していくコーナー。毎日3曲でテーマなどは設けていない。「F STUDIO」へのスタジオ移転前は全曜日でおこなっていた。
明治 presents ジオラ的きのたけ合戦
水曜日
週刊ドラゴンスポーツ（週刊ドラゴンプロレス）
DJ龍太がプロレス、格闘技の魅力を発信する16時台後半のコーナー。2023年4月5日より週刊ドラゴンスポーツに改題した。
リクエスト（水曜）
火曜同様、17時33分以降におこなうリスナーからのリクエストソングを流すコーナー。毎日3曲でテーマなどは設けていない。「F STUDIO」へのスタジオ移転前は全曜日で放送。
木曜日
ティーバイティー情報
16時台、スタジオのスポンサーであるティーバイティーの情報を紹介するコーナー
ジオラン王（キング）
2023年3月30日より開始。テーマに対するイメージ、ランキング予想を募集する。投票者の中からジオランキング専用ステッカーをプレゼントしている。
ファイターズインフォ
2023年3月30日より開始。17時33分以降におこなう北海道日本ハムファイターズの試合情報を紹介するコーナー。
ジオラ肉の日
お肉マイスターの菅原祐輔を迎えて行う毎月最終木曜実施のコーナー、肉の魅力に関するトークや肉のプレゼントを展開。

### 過去のコーナー
Look Back on AIR-G' POWER PLAY
これまでのエフエム北海道のパワープレイ楽曲「AIR-G' POWER PLAY」から1曲をピックアップし紹介する。18時台冒頭に実施。
今週のサブマシンガン
暁夢または龍太がお勧めしたいアーティストや漫画・ドラマなどを紹介するコーナー。月曜16時30分以降に実施。
RISING SUN ROCK FESTIVAL 2022 in EZO
RISING SUN ROCK FESTIVAL 2022に関する情報を紹介するコーナー。火曜16時30分以降に実施。
Radioタイムマシーン
暁夢がエフエム北海道の過去の番組やイベントなどについて取材し、その魅力を発信するコーナー。木曜16時30分以降に実施。
WE LOVE HOKKAIDO MUSIC
2023年8月より7週限定でおこなっていたコーナー。暁夢、龍太がオススメする北海道で活動するアーティストを紹介している。
ジャパネットたかたラジオショッピング
2022年8月より開始。不定期で数回、18時20分頃に放送されていた。
ニッポンハムグループ presents「〜ジャン拳王〜」
2023年10月からのコーナー。17時30分頃にT×T F STUDIOに集まったリスナーとジャンケンし、最後まで勝ち残ったリスナーにタワー・イレブン・フードホール・バイ・ニッポンハムにて使用できる5000円分のクーポンをプレゼントしている。
NEO JAPONISMのEZO START!
2023年7月より開始、2024年7月に終了。18時30分頃に放送されるNEO JAPONISMによるミニコーナー。

## 特別編成・休止・備考
2022年
- 7月18日は海の日特別番組『THE beach DAY in Zenibako』を放送したため、放送休止となった[27]。
- 10月18日の放送は暁夢が新型コロナウイルスの濃厚接触者になったため3日間休演となり、10月24日の放送から復帰した[28]。
- 11月3日はエフエム東京制作の特別番組『FM FESTIVAL 2022 原 由子のGood Times Radio～ときどき（!?）何処かで桑田佳祐supported by Spotify』をネットしたため、17時からの放送となった[29]。
- 11月23日は特別番組『AIR-G' ホリデー・スペシャル〜冬得!北海道〜』を放送したため、休止となった[30]。

2023年
- 暁夢の体調不良に伴い、1月3日から3日間（1月2日は放送休止）は龍太1人で進行した。なお、暁夢は1月9日より復帰した[31]。
- 2023年7月17日は海の日特番『THE beach DAY in Zenibako』を放送したため、放送休止となった[32]。
- 2023年11月23日の放送では龍太が喉を疲労していたが、そのまま出演した[33]。
- 2023年12月4日から2週間、暁夢が体調不良のため龍太1人で進行した。また、2023年12月14日の放送は龍太が別仕事だったため、mikuと高山秀毅が進行した[34]。
- 2023年12月25日に番組を欠席している暁夢が長期休養に入ることと（事実上の降板）、1月からは新体制での放送となることが発表された[35]。